# Sleeping in My Car
Sleeping in My Car är en poplåt skriven av Per Gessle. Sången ingår på albumet Crash! Boom! Bang! från 1994 av den svenska popduon Roxette, och släpptes även på singel samma år.
Singeln nådde nummer 1 i Sverige, Top 20 i Storbritannien och Top 50 på Billboard Hot 100 i USA.
När Roxette gav konsert i Peking, Kina 1995 blev de ombedda att ändra texten. "Vi gick med på det, men till slut ändrade vi ändå inte texten," sa Per Gessle.

## Låtlista
1. Sleeping in My Car
2. The Look (MTV Unplugged)
3. Sleeping In My Car (The Stockholm Demo Version)

## Övrigt
- Musikgruppen A Kay B Jay spelade 1994 in en cover på Sleeping in My Car.
- Den tyska schlagerduon Anita & Alexandra Hofmann spelade 2015 in en cover på Sleeping in My Car med titeln 100.000 Volt.
- Videon till Sleeping in My Car spelades in av Roxette på en parkeringsplats i London i England i Storbritannien.

## Listplaceringar
| Lista (1994)  | Position |
| ------------- | -------- |
| Australien    | 18       |
| Nederländerna | 19       |
| Norge         | 3        |
| Nya Zeeland   | 20       |
| Schweiz       | 7        |
| Sverige       | 1        |
| Österrike     | 6        |

### Fotnoter
1. ↑  ”Roxette”. Arkiverad från originalet den 16 oktober 2011. https://web.archive.org/web/20111016201530/http://roxette.se/discography.php?show=release&id=11. Läst 22 maj 2011.
2. ↑  ”Svensk mediedatabas”. http://smdb.kb.se/catalog/id/001505017. Läst 14 juni 2011.
3. ↑  ”Svensk mediedatabas”. http://smdb.kb.se/catalog/id/001505026. Läst 14 juni 2011.
4. ↑  ”Rolling Stones play China”. The Daily Roxette. Arkiverad från originalet den 28 september 2007. https://web.archive.org/web/20070928124913/http://www.dailyroxette.com/node/1419. Läst 10 april 2006.
5. ↑  ”Listplacering”. http://australian-charts.com/showitem.asp?interpret=Roxette&titel=Sleeping+In+My+Car&cat=s. Läst 22 maj 2011.
6. ↑  ”Listplacering”. http://dutchcharts.nl/showitem.asp?interpret=Roxette&titel=Sleeping+In+My+Car&cat=s. Läst 22 maj 2011.
7. ↑  ”Listplacering”. http://norwegiancharts.com/showitem.asp?interpret=Roxette&titel=Sleeping+In+My+Car&cat=s. Läst 22 maj 2011.
8. ↑  ”Listplacering”. Arkiverad från originalet den 20 februari 2013. https://web.archive.org/web/20130220030743/http://charts.org.nz/showitem.asp?interpret=Roxette&titel=Sleeping+In+My+Car&cat=s. Läst 22 maj 2011.
9. ↑  ”Listplacering”. http://hitparade.ch/showitem.asp?interpret=Roxette&titel=Sleeping+In+My+Car&cat=s. Läst 22 maj 2011.
10. ↑  ”Listplacering”. http://swedishcharts.com/showitem.asp?interpret=Roxette&titel=Sleeping+In+My+Car&cat=s. Läst 22 maj 2011.
11. ↑  ”Listplacering”. http://austriancharts.at/showitem.asp?interpret=Roxette&titel=Sleeping+In+My+Car&cat=s. Läst 22 maj 2011.